# Roberto Breña
Roberto Breña Sánchez (Mexicali, 26 de enero de 1962) es licenciado en Administración Pública, doctor en Ciencias Políticas, historiador y académico mexicano. Se ha especializado en el estudio del liberalismo español y su impacto en Hispanoamérica en el primer tercio del siglo XIX. Ha realizado investigaciones sobre autores liberales españoles como José Ortega y Gasset y también es frecuente colaborador de la revista mexicana Nexos, en la que ha publicado artículos sobre Albert Camus, Antonio Gramci y Joseph Conrad, entre otros.

## Semblanza biográfica
Cursó la licenciatura en Administración Pública en el Centro de Estudios Internacionales de El Colegio de México, obteniendo el título correspondiente en 1987, con la tesis "Los intelectuales y la política en México (1910-1968): una relación histórica", dirigida por Fernando Serrano Migallón. Cuenta con estudios de posgrado en la Universidad de McGill y en la Universidad Nacional Autónoma de México. Realizó el doctorado en Ciencia Política en la Universidad Complutense. Obtuvo el grado en 2001 con la tesis “El primer liberalismo español y la emancipación de América : tradición y reforma“, bajo la dirección de Joaquín Abellán.
Es investigador y profesor en el Centro de Estudios Internacionales de  El Colegio de México. Ha sido profesor visitante en el Centro de Investigación y Docencia Económicas, en el Instituto de Estudios Políticos de París, en el Instituto Tecnológico Autónomo de México y en la Universidad de Cantabria, entre otras instituciones. Es investigador nivel II por el Sistema Nacional de Investigadores.

## Premios y distinciones
- Premio a la mejor reseña de Historia del siglo XIX del Comité Mexicano de Ciencias Históricas en 2007.
- Cátedra Eulalio Ferrer de la Universidad de Cantabria en 2009.
- Premio a la mejor reseña de Historia Política del Comité Mexicano de Ciencias Históricas en 2012
- Premio a la mejor reseña de Historia Política del Comité Mexicano de Ciencias Históricas en 2017.

## Libros
- El primer liberalismo español y los procesos de emancipación de América, 1808-1824: una revisión historiográfica del liberalismo hispánico, autor, 2006.
- En el umbral de las revoluciones hispánicas: el bienio 1808-1810, editor, 2010.
- El imperio de las circunstancias : las independencias hispanoamericanas y la revolución liberal española, autor, 2012.
- Cádiz a debate: actualidad, contexto y debate, editor, 2014.

## Polémicas
Roberto Breña ha participado en varias polémicas públicas. En concreto, se ha manifestado en el señalamiento de autores que han sido acusados (o se les ha comprobado) plagio académico y literario.
En el medio de los estudios sobre las revoluciones hispanoamericanas, Breña ha sostenido varios debates acerca del impacto del Liberalismo español en las Guerras de independencia hispanoamericanas. Destaca la polémica con Medófilo Medina Piñeda sobre la obra de François-Xavier Guerra. En 2011 tuvo un debate con Enrique Krauze con motivo de la contraposición entre la historia de divulgación y la historia académica.